# Valerij Choroškovskij
Valerij Ivanovyč Choroškovskij (ukrajinsky Валерій Іванович Хорошковський, * 1. ledna 1969 Kyjev, USSR) je ukrajinský podnikatel a politik. V letech 2010–2012 vedl Službu bezpečnosti Ukrajiny. Působil také na různých ministerských postech ve vládách Viktora Janukoviče, Viktora Juščenka a Mykoly Azarova.